# 诺马 (佛罗里达州)
诺马（英語：Noma），是美国佛罗里达州霍爾姆斯縣下属的一座城镇。建立于1977年。面积约为2.8平方公里（约合1.1平方英里）。根据2010年美国人口普查，该市有人口232人。论人口在本州排行第394。